# Bronisław Baczko
Bronislaw Baczko (n. 13 iunie 1924, Varșovia, Polonia – d. 29 august 2016, Geneva, Geneva, Elveția) a fost un istoric al filosofiei polonez, specializat în Revoluția Franceză și în utopii. În anii 1960, el a fost, alături de Leszek Kołakowski, unul dintre principalii reprezentanți ai școlii de istorie a ideilor de la Varșovia.

## Biografie
Bronislaw Baczko s-a născut într-o familie evreiască cu o condiție materială modestă din Varșovia. Când Germania nazistă a invadat Polonia, el s-a refugiat către Est. Părinții lui dispar în ghetou. După doi ani într-un colhoz sovietic, s-a alăturat corpului de armată format de către supraviețuitorii Partidului Comunist Polonez. Era ofițer al acestui corp de armată când s-a întors la Varșovia, în 1945. 
Bronislaw Baczko a obținut doctoratul în litere în anul 1952 la Universitatea din Varșovia. Apropiat doctrinar de stalinism, Baczko s-a opus filosofiei reprezentate în special de Școala de la Lvov-Varșovia. Prima sa lucrare a fost un pamflet îndreptat împotriva lui Tadeusz Kotarbiński, a cărui filosofie nu era „suficient de dialectică”. A predat acolo până în 1968, când a fost concediat și a părăsit  Polonia pentru a trăi în Franța. El și-a continuat activitatea didactică în calitate de profesor asociat la Facultatea de Litere de la Clermont-Ferrand, Franța din 1969 până în 1973 și apoi la Universitatea din Geneva, unde a fost profesor de istoria mentalităților și de istorie a istoriei din 1974 până în 1989 și profesor emerit din 1989. A fondat în această perioadă, împreună cu Jean Starobinski, Grupul de studii cu privire la secolul al XVIII-lea.

## Premii și distincții
Premii
- 1990: Premiul Biguet al Academiei Franceze pentru Comment sortir de la Terreur
- 1999: Premiul orașului Geneva[17]
- 2011: Premiul Balzan pentru lucrările sale cu privire la Iluminism, Jean-Jacques Rousseau și Revoluția franceză

Titluri
- Membru al Institutului Internațional de Filosofie
- Membru al comitetului „Société Jean-Jacques Rousseau”
- Doctor honoris causa al Universității de științe umaniste din Strasbourg în 1981
- Doctor honoris causa al Universității din Tours în 1999

## Publicații (selecție)
Text tradus în franceză
- Rousseau, solitude et communauté, trad. de Claire Brendhel-Lamhout, Paris-La Haye, Mouton ; Paris, École pratique des hautes études, 1974

Texte scrise în franceză
- Lumières de l'utopie, Paris, Payot, 1978
- (ed.), Une éducation pour la démocratie : textes et projets de l'époque révolutionnaire, Paris, Garnier frères, 1982 ; ed. a 2-a revăzută și corectată, Geneva, Droz, 2000
- Les Imaginaires sociaux : mémoires et espoirs collectifs, Paris : Payot, 1984
- Le Calendrier républicain, in Pierre Nora (dir.), Les Lieux de Mémoire, t. I : La République, Paris, Gallimard, 1984
- Thermidoriens, Instruction publique [éd. 1992], Lumières et Vandalisme, in Dictionnaire critique de la Révolution française, sous la dir. de Mona Ozouf et François Furet, Paris, Flammarion, 1988 ; rééd. augm. 1992
- Comment sortir de la Terreur : Thermidor et la Révolution, Paris, Gallimard, « NRF essais », 1989
- Job, mon ami : promesses du bonheur et fatalité du mal, Paris, Gallimard, « NRF essais », 1997
- Politiques de la Révolution française, Paris, Gallimard, « Folio Histoire », 2008